# 雷文·洛迪高·費爾迪斯
雷文·洛迪高·迪費爾迪斯（Ramón Rodrigo de Freitas，1983年4月7日—），生於巴西比路賀利桑特，巴西足球運動員，司職進攻中場，現時效力巴西足球乙級聯賽球會博阿競技。

## 球員生涯
雷文生於巴西東南部城市比路賀利桑特，於家鄉球會阿美利加展開球員生涯。
2006年，雷文加盟巴西甲組聯賽著名球會甘美奧，再在2008年曾先後被外借給波圖基沙及費古倫斯。
2009年3月，雷文以借用形式轉到巴甲球會哥列迪巴，直到2009年7月以借將身份來港加盟當時在甲組角逐的勁旅南華，並在同年9月6日對大中首場聯賽便交出助攻，造就隊友卡尼祖射成2－0，其後再有一次頭槌頂中柱，表現頗為不俗，更協助南華大勝4－0。
2009年10月31日，雷文踢罷對傑志的聯賽後以照顧家人為由解約返回巴西，到2011年球季加盟保地花高SP。

## 職業生涯數據 (香港)
| 球會 | 球季    | 聯賽  | 聯賽 | 高級組銀牌 | 高級組銀牌 | 聯賽盃 | 聯賽盃 | 足總盃 | 足總盃 | 亞協盃 | 亞協盃 | 總計  | 總計 |
| 球會 | 球季    | 上陣  | 入球 | 上陣       | 入球       | 上陣   | 入球   | 上陣   | 入球   | 上陣   | 入球   | 上陣  | 入球 |
| ---- | ------- | ----- | ---- | ---------- | ---------- | ------ | ------ | ------ | ------ | ------ | ------ | ----- | ---- |
| 南華 | 2009–10 | 4 (0) | 0    | 0 (0)      | 0          | 0 (0)  | 0      | 0 (0)  | 0      | 4 (0)  | 1      | 8 (0) | 1    |
| 南華 | 總計    | 4 (0) | 0    | 0 (0)      | 0          | 0 (0)  | 0      | 0 (0)  | 0      | 4 (0)  | 1      | 8 (0) | 1    |

## 外部連結
- （英文） sambafoot
- （英文） Guardian Stats Centre
- （葡萄牙文） globoesporte （页面存档备份，存于）
- （葡萄牙文） zerozero.pt